# 神州天馬侠
『神州天馬侠』（しんしゅうてんまきょう）は、吉川英治初期の少年冒険小説。1925年（大正14年）5月から1928年（昭和3年）12月まで講談社『少年倶楽部』に連載された長編小説である。現行は講談社文庫版の吉川英治歴史時代文庫全3巻。
本項では、同作品を題材にした映画、人形劇、テレビドラマ、漫画、舞台公演についても記述する。

## 概要
武田勝頼の遺子である伊那丸を主人公に、武田家滅亡で生き延びた伊那丸が忠義の七士とともに武田家再興を志し京都へ旅発ち、行く手を阻む敵と死闘を繰り広げる物語。挿絵は躍動感のある武者画を得意とする日本画家の山口将吉郎が手がけている。
1914年（大正3年）に創刊された『少年倶楽部』は、1921年（大正10年）に加藤謙一が責任編集者となり、それまでの講談読物中心の誌風から少年小説を中心とする誌面改革を行い、吉川英治をはじめ大佛次郎ら人気作家を数多く招き、本作が連載されている時期は同社の他誌とともに築かれた講談社文化の黄金期にあたる。
吉川英治は1925年1月に講談社『キング』創刊号においてはじめて「吉川英治」のペンネームを用いて『剣難女難』を発表し、少年小説家としての地位を確立する。その後は『少年倶楽部』で『天兵童子』（1937年（昭和12年） - 1940年（昭和15年）連載）などを連載しているが、やがて少年作品から大衆文学へと移り、『宮本武蔵』などの時代小説の大作を発表して大衆小説家として活躍する。
戦後の一時期、GHQの方針によって『新州天馬侠』と改題させられていた。

## 映画
映画は全部で7本上映された。全て白黒作品で、大映以外は上映時間が1時間未満の「SP映画」であり、特に日米映画・新東宝版は第四部を除き「40分未満」という短編作品である。
神州天馬侠
1952年12月11日公開 / 配給：大映 / 監督：田坂勝彦
神州天馬侠 第一部 武田伊奈丸
1954年12月28日公開 / 日米映画 / 配給：新東宝 / 監督：萩原章
神州天馬侠 第二部 幻術百鬼
1955年1月3日公開 / 日米映画 / 配給：新東宝 / 監督：萩原章
神州天馬侠 第三部 火ごま水ごま
1955年1月9日公開 / 日米映画 / 配給：新東宝 / 監督：萩原章
神州天馬侠 第四部 天動地変
1955年1月15日公開 / 日米映画 / 配給：新東宝 / 監督：萩原章
神州天馬侠
1958年9月10日公開 / 配給：東映 / 監督：大西秀明
神州天馬侠 完結篇
1958年9月23日公開

## 人形劇
1954年1月27日から同年7月8日までNHKテレビ（現・NHK総合テレビ）の『マリオネット』枠で『神州天馬俠』と題して放送。全15話。モノクロ放送。人形操演は結城座が担当した。

## テレビドラマ

### 1961年版
1961年7月2日から同年12月24日までフジテレビ系列局で放送。岡三證券（現・岡三証券グループ）の一社提供。放送時間は毎週日曜 11:15 - 11:45 （日本標準時）。

#### 出演者
- 長田秀幸
- 市川とよみ
- 名和宏
- 片岡孝夫（後の十五代目片岡仁左衛門）
- 佐藤蛾次郎
- ほか

参考：テレビドラマデータベース、読売新聞縮刷版
| フジテレビ系列 日曜11:15枠 【本番組の放送期間中のみ岡三證券一社提供枠】 | フジテレビ系列 日曜11:15枠 【本番組の放送期間中のみ岡三證券一社提供枠】 | フジテレビ系列 日曜11:15枠 【本番組の放送期間中のみ岡三證券一社提供枠】 |
| 前番組                                                                  | 番組名                                                                  | 次番組                                                                  |
| ----------------------------------------------------------------------- | ----------------------------------------------------------------------- | ----------------------------------------------------------------------- |
| コンサート中継 ※11:00 - 11:45                                           | 神州天馬侠 （1961年7月2日 - 1961年12月24日）                            | スーパーマン ※11:00 - 11:30ユーモア航路 ※11:30 - 11:45                  |

### 1967年版
1967年6月18日から同年12月31日まで松竹テレビ室と朝日放送の共同製作により、TBS系列局で放送。ダイハツ工業の一社提供。全29話。放送時間は毎週日曜 18:30 - 19:00 （日本標準時）。
本作には大鷲のクロが登場するが、これは『ウルトラマン』などで知られる高山良策の造型物である。

#### 出演者
- 武田伊那丸：黒田賢
- 加賀見忍剣：里井茂
- 咲耶子：聖みち子
- 竹童：青山隆一
- 木隠龍太郎：林真一郎
- 果心居士：明石潮
- 和田呂宋兵衛：沼田曜一
- 可児才蔵:菅原文太

#### スタッフ
- 脚本：松原佳成
- 監督：松村昌治
- 制作会社：松竹（テレビ室）、朝日放送
- 特撮：ピー・プロダクション

#### 主題歌・挿入歌
主題歌
- 「神州天馬侠」（歌：山田太郎）
  - 作詞：見尾田瑞穂、作曲・編曲：木下忠司

挿入歌
- 「黒ワシのうた」（歌：山田太郎）
  - 作詞：見尾田瑞穂、作曲・編曲：木下忠司

#### 放送局（1967年版）
- 朝日放送（現・朝日放送テレビ）：日曜 18:30 - 19:00
- 北海道放送：日曜 18:30 - 19:00[5]
- 青森放送：日曜 7:30 - 8:00[5]
- 岩手放送：日曜 18:30 - 19:00[5]
- 東北放送：日曜 18:30 - 19:00[5]
- 福島テレビ：日曜 8:00 - 8:30[5]
- 新潟放送：日曜 18:30 - 19:00[5]
- TBS：日曜 18:30 - 19:00
- 中部日本放送（現・CBCテレビ）：日曜 18:30 - 19:00[6]

参考：『朝日放送の50年・資料編』
| 朝日放送製作・TBS系列 日曜18:30 - 19:00枠 【ダイハツ工業一社提供枠】 | 朝日放送製作・TBS系列 日曜18:30 - 19:00枠 【ダイハツ工業一社提供枠】 | 朝日放送製作・TBS系列 日曜18:30 - 19:00枠 【ダイハツ工業一社提供枠】 |
| 前番組                                                               | 番組名                                                               | 次番組                                                               |
| -------------------------------------------------------------------- | -------------------------------------------------------------------- | -------------------------------------------------------------------- |
| わんぱく砦 （1966年8月7日 - 1967年6月11日）                          | 神州天馬侠 （1967年6月18日 - 1967年12月31日）                        | 海の次郎丸 （1968年1月7日 - 1968年8月25日）                          |

## 漫画
- 大城のぼる『新州天馬侠』集英社〈おもしろ漫画文庫 89〉、1955年6月。
- 永井豪とダイナミックプロ『戦群』『漫画サンデー』2000年5月9日号 - 2001年8月21+28日号連載。単行本、全6巻、実業之日本社〈マンサンコミックス〉、2000年 - 2001年。

## 舞台

### 明治座創業140周年記念「神州天馬侠」
- 場所：明治座
- 公演期間：2013年4月10日 - 4月27日

#### キャスト
- 武田伊那丸（タケダ イナマル）：早乙女太一
- 加賀見忍剣（カガミ ニンケン）：馬場徹
- 咲耶子（サクヤコ）：鈴木亜美
- 徳川家康（トクガワ イエヤス）：山崎銀之丞
- 小幡民部（コバタ ミンブ）：市瀬秀和
- 木隠龍太郎（コガクレ リュウタロウ）：矢崎広
- 穴山梅雪（アナヤマ バイセツ）：酒井敏也
- 巽小文治（タツミ コブンジ）：山下翔央
- 山県蔦之助（ヤマガタ ツタノスケ）：荒井敦史
- 呂宋兵衛（ルソンベイ）：松村雄基
- お藤（オフジ）：波乃久里子

#### スタッフ
- 演出：岡村俊一
- 脚本：渡辺和徳